# Heterotremata
Heterotremata is een ondersectie van de sectie Eubrachyura. Het zijn krabben waarvan de genitale openingen bij vrouwtjes op het sternum (buikschild) liggen en bij mannetjes op de coxa van de looppoten.

## Taxonomie
Deze clade bestaat uit 68 families in 28 superfamilies:
- Aethroidea Dana, 1851
- Bellioidea Dana, 1852
- Bythograeoidea Williams, 1980
- Calappoidea De Haan, 1833
- Cancroidea Latreille, 1802
- Carpilioidea Ortmann, 1893
- Cheiragonoidea Ortmann, 1893
- Componocancroidea  †  Feldmann, Schweitzer & Green, 2008
- Corystoidea  Samouelle, 1819
- Dairoidea  Serène, 1965
- Dorippoidea  Macleay, 1838
- Eriphioidea  Macleay, 1838
- Gecarcinucoidea  Rathbun, 1904
- Goneplacoidea  Macleay, 1838
- Hexapodoidea  Miers, 1886
- Leucosioidea  Samouelle, 1819
- Majoidea  Samouelle, 1819
- Orithyioidea  Dana, 1852
- Palicoidea  Bouvier, 1898
- Parthenopoidea  Macleay,
- Pilumnoidea  Samouelle, 1819
- Portunoidea  Rafinesque, 1815
- Potamoidea  Ortmann, 1896
- Pseudothelphusoidea  Ortmann, 1893
- Pseudozioidea  Alcock, 1898
- Retroplumoidea  Gill, 1894
- Trapezioidea  Miers, 1886
- Trichodactyloidea  H. Milne Edwards, 1853
- Xanthoidea  Macleay, 1838